# Фридрих Кристиан фон Шаумбург-Липе
Фридрих Кристиан Вилхелм Александер фон Шаумбург-Липе (на немски: Friedrich Christian Wilhelm Alexander Prinz zu Schaumburg-Lippe; * 5 януари 1906, Бюкебург; † 20 септември 1983, Васербург на Ин) е принц от Шаумбург-Липе, с висок ранг НС-функционер и публицист на национал-социалистически произведения. От 1933 г. той е адютант на Йозеф Гьобелс и е негов най-близък чиновник в Министерството на народното просвещение и пропагандата.

## Биография
Той е четвъртият и най-малкият син (от девет деца) на княз Георг фон Шаумбург-Липе (1893 – 1911) и принцеса Мария Анна фон Саксония-Алтенбург (1864 – 1918), дъщеря на Мориц фон Саксония-Алтенбург (1829 – 1907) и принцеса Августа фон Саксония-Майнинген (1843 – 1919).
От 1926 г. Фридрих Кристиан следва право в Кьолн, Гьотинген, Бон и Берлин. През август 1929 г. той влиза в НСДАП. През Втората световна война принц Фридрих Кристиан от 1943 г. служи като панцергренадиер и става СА щандартенфюрер. След войната е интерниран от 1945 до 1948 г. Той издава множество книги и до края на живота си не се отказва от нацистката си идеология.
Умира на 20 септември 1983 г. на 77 години във Васербург на Ин.

## Фамилия
Първи брак: на 25 септември 1927 г. в Зеелезген с графиня Александра Хедвиг Йохана Берта Мария фон Кастел-Рюденхаузен (* 29 юни 1904, Щайн; † 9 септември 1961, Линц ан дер Донау), внучка на граф и 1. княз Волфганг фон Кастел-Рюденхаузен (1830 – 1913), дъщеря на граф Волфганг Фридрих Хайнрих Филип фон Кастел-Рюденхаузен (1875 – 1930) и фрайин Хедвиг фон Фабер (1882 – 1937). Те имат три деца:
- Мария Елизабет Хермина Хедвиг Батхилдис (* 19 декември 1928, Гьотинген; † 4 декември 1945, Нюрнберг)
- Албрехт Волфганг Фридрих Волрад Руперт (* 5 август 1934, Берлин), принц, женен I. на 7 януари 1961 г. в Залцбург (развод 1962) за Катерина Витенак-Хурт (* 13 декември 1941, Вилмингтон), II. на 6 август 1964 г. в Линц ан дер Донау (развод 1974) за Хайдемари Гюнтер (* 31 август 1945, Грундлзее); имат син и дъщеря, III. на 16 юли 1983 г. в Линц ан дер Донау за Гертруда Фридхубер (* 5 ноември 1951, Линц)
- Кристина Мари-Луиза Августа Фридерика (* 16 октомври 1936, Берлин), омъжена на 21 септември 1958 г. в Лехенлайтен за фрайхер Албрехт фон Сюскинд-Швенди (* 20 февруари 1937, Швайнфурт)

Втори брак: на 8 октомври 1962 г. в Глюксбург с принцеса Виктория Мария-Луиза Агнес Калма Елизабет Ирмгард фон Шлезвиг-Холщайн-Зондербург-Глюксбург (* 8 декември 1908, Берлин; † 29 декември 1969, Висбаден), разведена 1955 г. от фрайхер Рудолф Карл фон Щенгел (1899 – 1969), дъщеря на принц Алберт фон Шлезвиг-Холщайн-Зондербург-Глюксбург (1863 – 1948) и графиня Ортруд Агнес Мария Августа Клара фон Изенбург-Бюдинген-Меерхолц (1879 – 1918). Бракът е бездетен.
Трети брак: на 6 март 1971 г. в Шлангенбад с Хелена Майр (* 12 март 1913, Лозана; † 6 октомври 2006, Бад Райхенхал), дъщеря на Максимилиан Майр (1878 – 1960) и артистката Барбара Антония Барт фон Бартолф (1871 – 1956), която е втората съпруга (разведена 1913) на херцог Лудвиг Вилхелм Баварски (1831 – 1920). Бракът е бездетен.

## Произведения
- Wo war der Adel? Zentralverlag, Berlin 1934
- Deutsche Sozialisten am Werk. Ein sozialistisches Bekenntnis deutscher Männer, Zentral, Berlin 1935, 2. Aufl. 1936
- Gegen eine Welt von Vorurteilen, Reihe: Hirts deutsche Sammlung 1937
- Fahnen gegen Fetzen, Riegler, Berlin 1938, 2. Aufl. 1938
- Zwischen Krone und Kerker, Limes, Wiesbaden 1952
- Souveräne Menschen. Kleine Lebensregeln, grossgeschrieben, Verlagsgesellschaft Berg/Druffel, Leonie am Starnberger See 1955, 1962
- „Dr. G.“. Ein Porträt des Propagandaministers, Limes, Wiesbaden 1964; Lizenz für Dietmar Munier/Arndt Kiel 1990, ISBN 3-88741-140-4
- Verdammte Pflicht und Schuldigkeit. Weg und Erlebnis 1914 – 1933. Druffel, Leonie 1966
- Damals fing das Neue an. Erlebnisse und Gedanken eines Gefangenen 1945 – 1948. Pfeiffer, Hannover 1969
- Sonne im Nebel. Aus eigenen Erlebnissen geschildert, als Beweis gegen den Zufall und für die Ordnung allen Seins, H. F. Kathagen, Witten 1970
- „Als die goldne Abendsonne …“ Aus meinen Tagebüchern der Jahre 1933 – 1937. Limes, Wiesbaden 1971
- König von Island? Refo Verlag, Bommerholz. 1973
- War Hitler ein Diktator? Naturpolitschr Verlag Witten, 1976
- Ich stehe und falle mit meinem deutschen Volke. Das ist mein Sozialismus!, ca. 1985